# Postorbitale

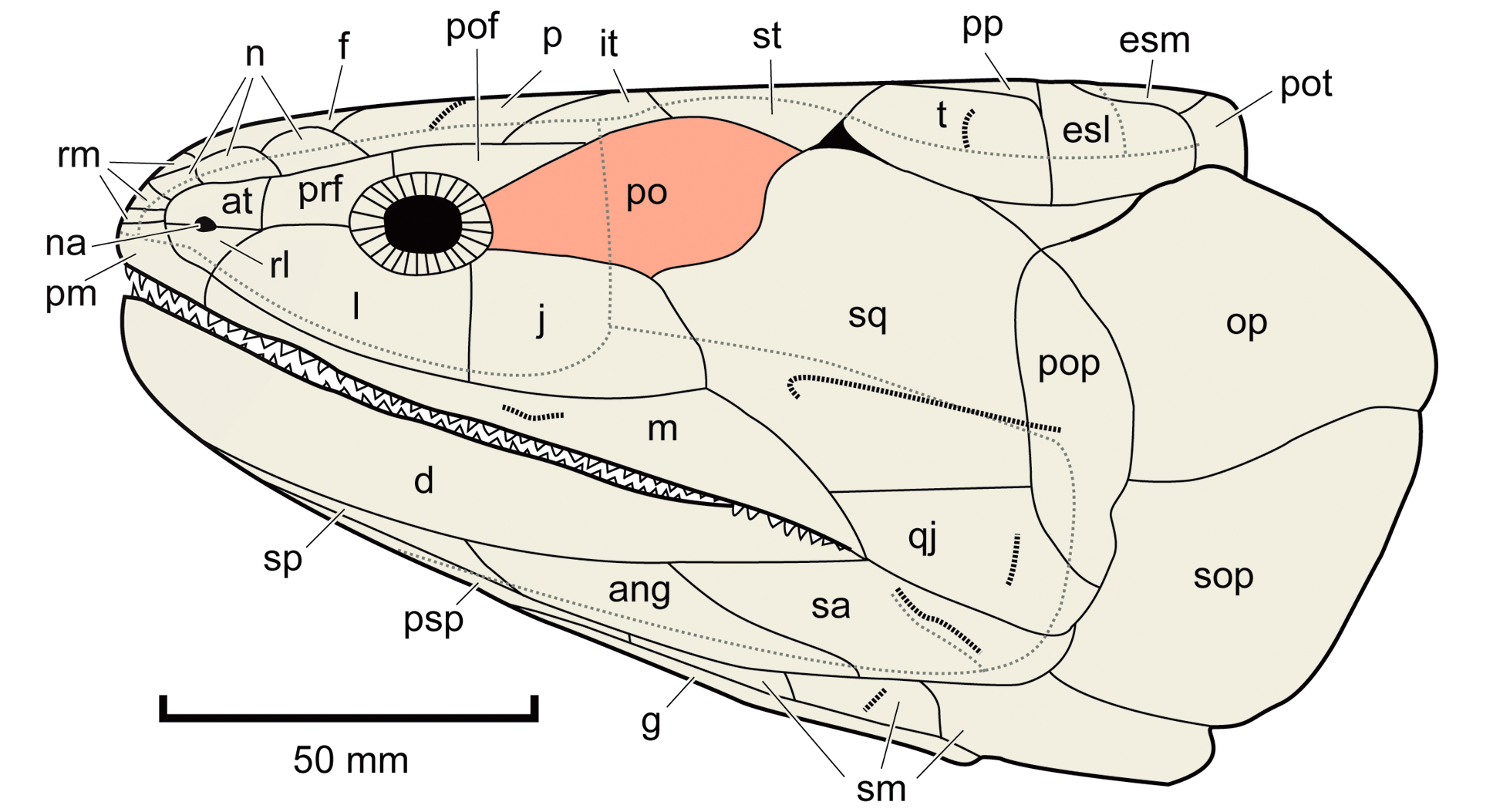
Schädelzeichnung von Eusthenopteron, eines Stammlinienvertreters der Landwirbeltiere, mit Kennzeichnung des Postorbitale (rot).

Das Postorbitale ist ein paariger Schädelknochen der Osteognathostomata (Knochenfische einschließlich der Landwirbeltiere). Es handelt sich dabei um einen dermalen Deckknochen der Schädelseitenwand am Übergang zum dorsalen Schädeldach, der an der hinteren Umrandung der Augenhöhle (Orbita) beteiligt ist. Als solcher ist er Teil der Circumorbitalserie der dermalen Schädelknochen. In zoologischen und paläontologischen Schädelzeichnungen wird das Postorbitale meist mit dem Kürzel Po oder po gekennzeichnet.
Die Postorbitalia aller Tetrapodomorpha (Landwirbeltier-Kronengruppe + nächste fossile Verwandte) sind sicher miteinander homologisierbar. Hingegen ist fraglich, ob auch das als Postorbitale bezeichnete Knochenelement einiger Strahlenflosser, beispielsweise des Flösselhechtes, dem der Tetrapodomorpha homolog ist.

## Amphibien
Im Grundbauplan der Tetrapoden steht das Postorbitale ventral und caudoventral mit dem Jugale und Squamosum in Kontakt sowie caudodorsal mit dem Supratemporale. Dorsal kann es an das Parietale grenzen, nicht selten ist es jedoch durch ein Intertemporale von diesem getrennt. Rostrodorsal steht es mit dem Postfrontale in Kontakt.
Während bei fossilen Amphibien (Temnospondylen etc.) in aller Regel ein Postorbitale vorhanden ist, ist es bei den modernen Amphibien (Lissamphibia) komplett reduziert. Bei den Frosch- und Schwanzlurchen (Batrachia) geht die Reduktion mit einer Vergrößerung der Augenhöhle einher. Die Schleichenlurche (Gymnophiona) haben zwar einen sehr kompakten Schädel, aber Untersuchungen an ontogenetischen Reihen zeigen, dass auch in dieser Gruppe das Postorbitale nicht etwa mit dem Squamosum oder einem anderen benachbarten Schädelknochen verschmolzen ist, sondern dass dieser Knochen gar nicht erst angelegt wird.

## Amnioten

Linkes Postorbitale des tyrannosauriden Daspletosaurus in lateraler (A) und medialer (B) Ansicht.

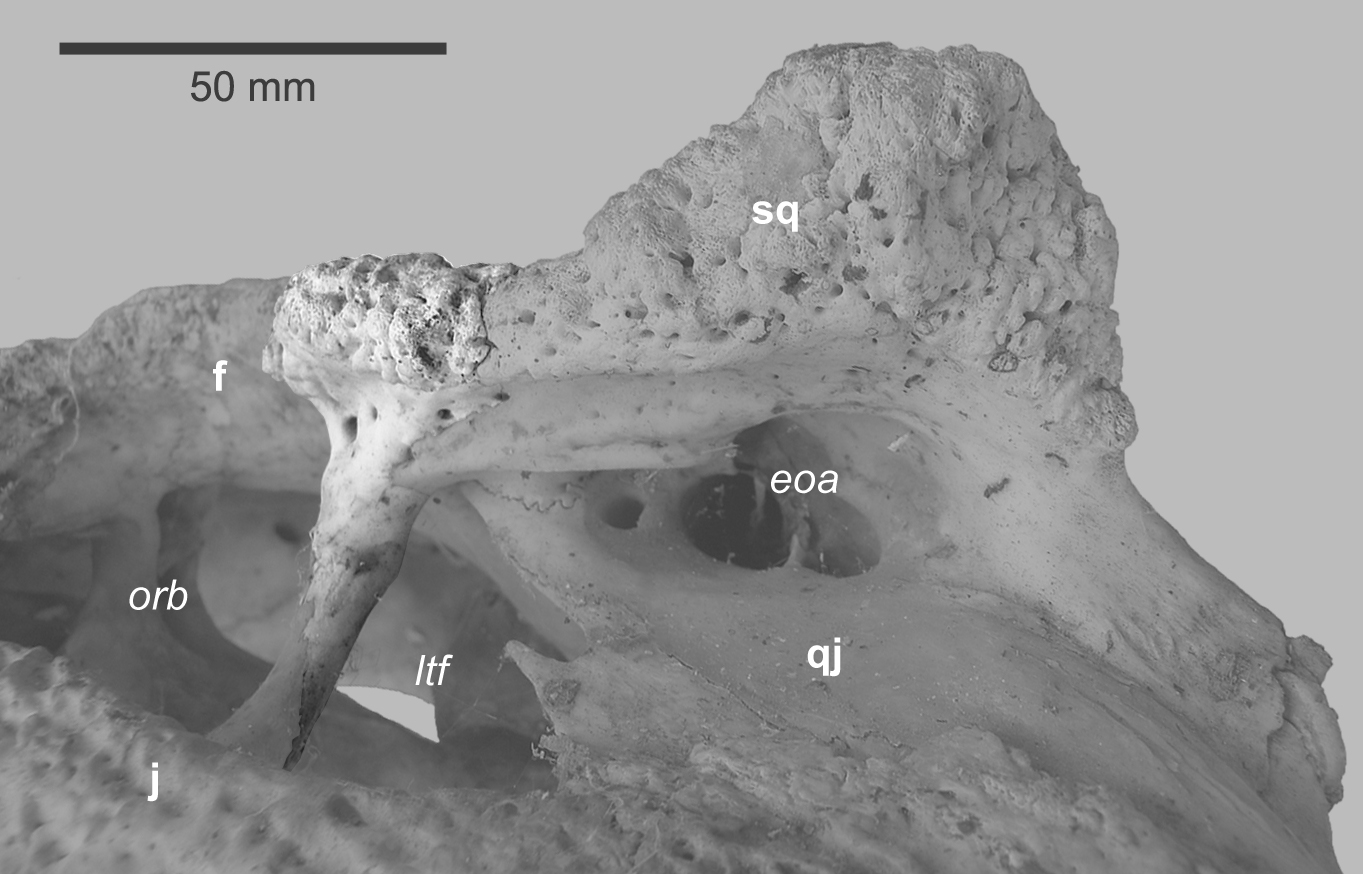
Hinterer Teil des Schädels eines Krokodils in linker Seitenansicht mit optischer Hervorhebung des Postorbitale. Man beachte die für Krokodile typische Morphologie des Knochens mit zylindrischem, unskulpturierten „Stiel“ (als Teil des Postorbitalbogens) und skulpturiertem „Kopf“.

Sowohl im Grundbauplan der Amnioten als auch im wahrscheinlich sekundär anapsiden Schädel der Schildkröten ist ein stets mit dem Parietale in Kontakt stehendes Postorbitale vorhanden. Bei den Diapsiden mit gefenstertem Schädel ist es in der Regel annähernd dreistrahlig (triradiat) ausgebildet, wobei die drei Strahlen bzw. Äste jeweils senkrecht aufeinander stehen: Der mediale und der ventrale Ast bilden zusammen mit dem Parietale bzw. Jugale die vorderen Umrandungen der beiden Temporalfenster und der caudale Ast bildet zusammen mit einem rostralen Strahl des Squamosums den oberen Temporalbogen. Der Knochensteg, der vom ventralen Ast des Postorbitale und vom dorsalen Ast des Jugale gebildet wird, ist zugleich auch die hintere Umrandung der Augenhöhle und wird Postorbitalbogen genannt. Bei Archosauriern ist das Postorbitale nicht selten mit dem Postfrontale verschmolzen. Die ventrale Partie des medialen Astes steht dann typischerweise mit der Seitenwand der Hirnkapsel (Laterosphenoid oder Pleurosphenoid * genannt) in Kontakt. Der Kontakt des medialen Astes zum Parietale kann reduziert sein. Letzteres ist oft bei den Krokodilen der Fall, bei denen das Postorbitale pilzförmig ist, mit einem zylindrischen unskulpturierten Schaft (ventraler Strahl) und einer schirmartigen, skulpturierten dorsalen Partie, die am tischartig ausgebildeten hinteren dorsalen Schädeldach beteiligt ist, und deren medialer und caudaler Ast relativ kurz sind.
Auch bei Vertretern mit euryapsidem Schädel und bei den basalen Synapsiden ist das Postorbitale zumindest Teilweise am vorderen Rand des Temporalfensters bzw. an der Bildung eines Postorbitalbogens beteiligt.
Weder moderne Vögel (Neornithes) noch die Säugetiere besitzen ein eigenständiges Postorbitale. Bei vielen mesozoischen Vögeln ist der Knochen aber noch vorhanden. In der Linie, die zu den Säugetieren führt, wird es bei den „höheren“ nicht-mammalen Cynodontiern reduziert. Der (sehr wahrscheinlich sekundäre) Postorbitalbogen einiger Säugergruppen (Schliefer, Spitzhörnchen, Primaten, Pferde), wird in wechselnden Anteilen vom Frontale, Parietale und Jugale gebildet.